# EFV
EFV (англ. Expeditionary Fighting Vehicle) (Експедиційна бойова машина) — перспективна панцирна машина-амфібія морської піхоти США, прийняття якої на озброєння було заплановано 2015 роком для заміни AAV-P7. На відміну від старої моделі EFV завдяки втричі більшій швидкості на воді, захисту, озброєнню могли використовуватись для безпосередньої підтримки десанту, дорівнюючи по захисту, маневреності танку M1 Abrams. У 2003 застосовувалось його позначення AAAV (англ. Advanced Amphibious Assault Vehicle) (Штурмова амфібійна бойова машина). Разом з новими класами десантних кораблів, літаків, конвертопланом Bell Boeing V-22 Osprey, кораблем LCAC EFV повинна була стати одним з головних елементів технічного забезпечення операцій Корпусу морської піхоти США. Через дефіцит бюджету і значну вартість EFV програми їхнього виробництва 6 січня 2011 була призупинена.

## Історія

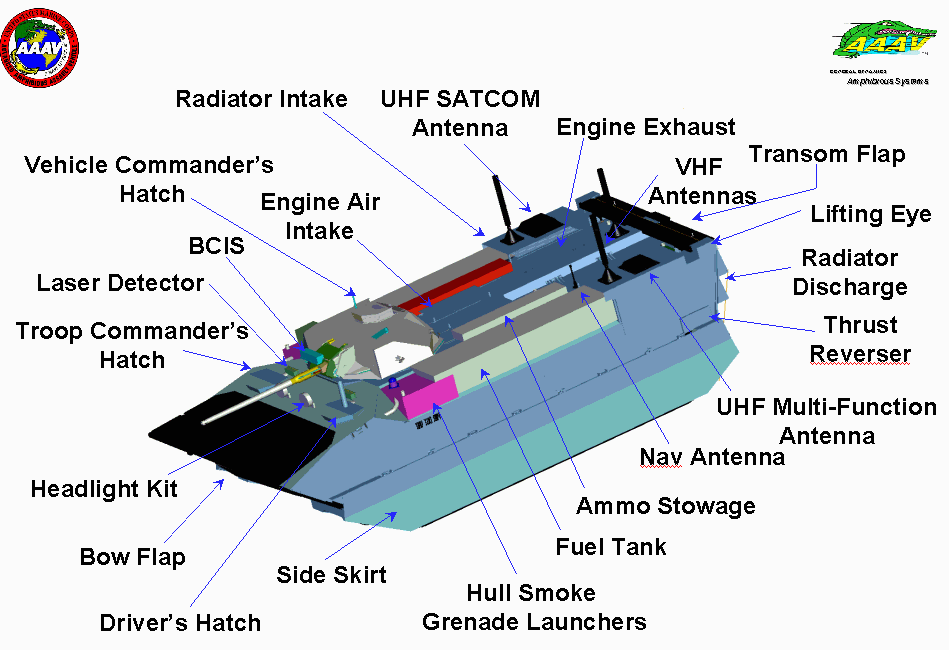
Схема EFV. (англ.)

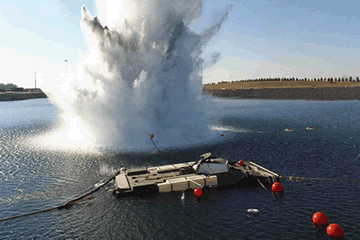
Випробовування прототипу вибуховою хвилею

У останні десятиліття ХХ ст. у Корпусі морської піхоти США почали розробляти концепцію нової штурмової плавучої машини, яка могла б взаємодіяти з основним бойовим танком M1 Abrams. Задля безпеки десантних кораблів вона повинна десантуватись у воду за 50 км від берега за межею прямої видимості і якнайшвидше подолати цю відстань. На березі штурмові машини повинні захопити і утримувати операційний простір за 13 км від берега. Конкурс виграла компанія General Dynamice Land Systems. Випробування 4 прототипів розпочали 1999, але через певні технічні проблеми у лютому 2007 було замовлено ще 7 прототипів з кращою плавучістю, поліпшеною конструкцією автоматики вежі. Через високу вартість кількість машин для потреб морської піхоти було зменшено до 573. Їхні випробовування мали розпочати до початку 2010 року. Планувалось у 2008—2015 роках замінити 1013 машинами EFV 1322 AAV7A1. У червні 2007 члени підкомітету з питань збройних сил звернули увагу командування морського корпусу на необхідність посилення захисту EFV від мін і СВП. Але застосування V-подібного днища погіршило б швидкість пересування по воді. Також критикували застосування алюмінієвих сплавів для захисту, прямі контури корпусу. Випробовування прототипів у січні-лютому 2010 на полігоні Абердин показали, що EFV забезпечує захист від мін, СПВ на рівні 2 категорії, від прямого і непрямого попадання куль. 13 жовтня 2010 ВМФ підписав контракт з M Cubed Technologies на розробку легшого ефективного панцирного захисту EFV, для підвищення її мобільності.
Одночасно відбувся певний перегляд тактики десантних операцій із зменшенням відстані десантування з 29 миль до 10-18 миль, що робить непотрібною високу швидкість пересування EFV на воді, моторі, що у цей час розвиває потужність більшу на 1200 к.с. за потужність танку M1 Abrams.

## Конструкція

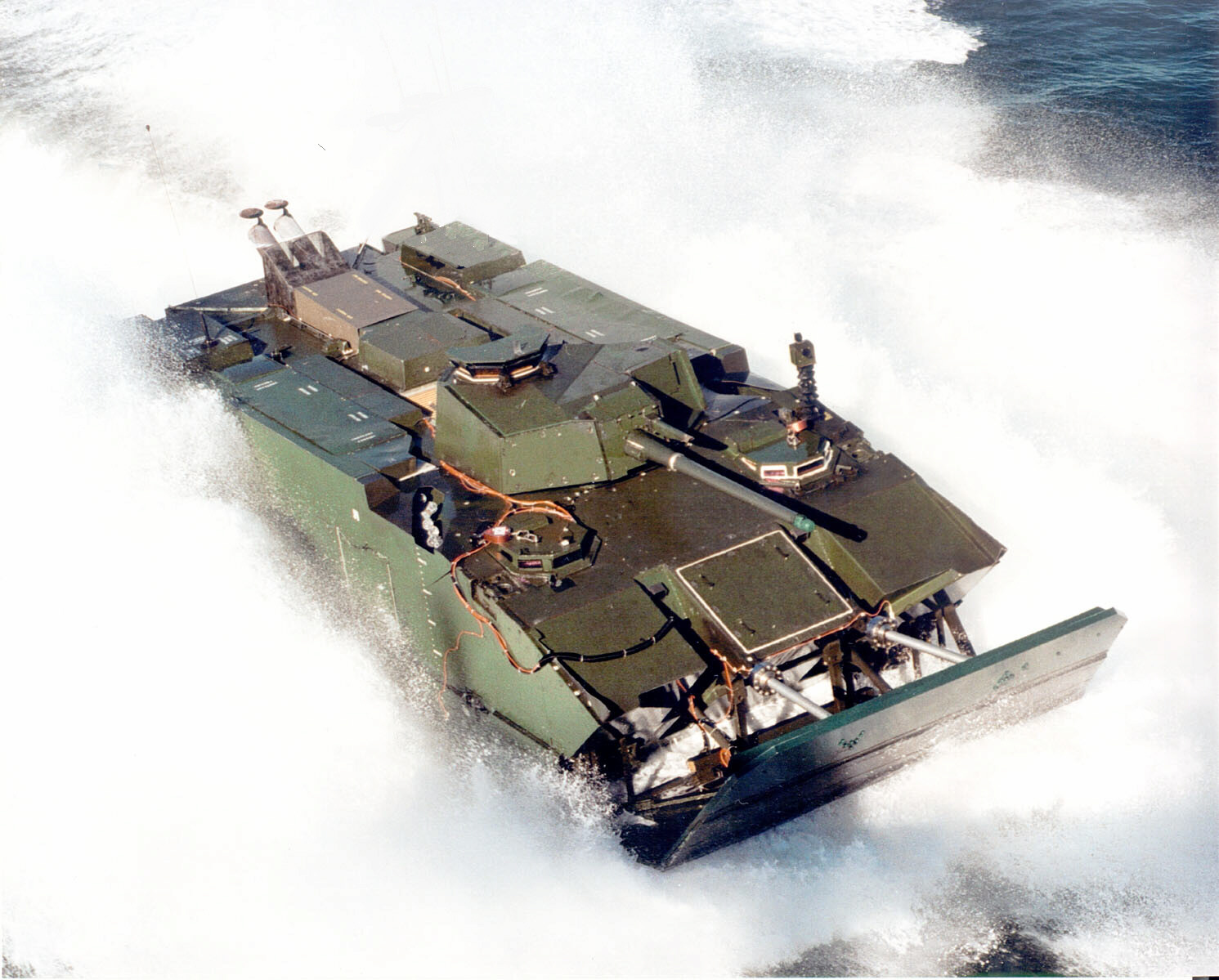
Пересування по воді на максимальній швидкості

У передній частині розміщені водій, командир і стрілець 30-мм автоматичної гармати у вежі. Для переміщення на воді елементи приводу зміщено до центру корпусу. У задньому десантному відділенні може розміститись 17 морпіхів чи 2300 кг вантажу. Для швидкого переміщення на воді використовують два потужні водомети. Рушій Shrouded Honeywell створює на воді 2800 к.с. тяги. У режимі значної швидкості гідропневматична підвіска піднімає вгору і ховає за борти гусениці з опорними котками, спереду опускається спеціальний щит для зменшення опору води, по бортах і на кормі піднімаються елементи для збільшення площі корпусу, що дозволяє машині піднятись з води і у режимі глісера розвинути до 46 км/год. Захист від ЗМУ забезпечує система надлишкового тиску з фільтрами. Для зменшення ваги застосовано алюмінієву броню.